# Атминап
Атминап (Манап; др.-греч.  ; IV век до н. э.) — македонский сатрап Парфии и Гиркании, парфянин по происхождению.

## Биография
Атминап был вынужден бежать из Персии во время правления Артаксеркса Оха. Изгнанник нашел убежище у македонского царя Филиппа II. По всей видимости, там он познакомился с наследником — будущим Александром Великим.
Имя Атминапа вновь упоминается в источниках при описании обстоятельств бескровной сдачи Египта в 322 году до н. э. победоносной македонской армии последним ахеменидским наместником страны Мазаком.
Впоследствии, находясь в Гиркании, Александр назначил в 330 году до н. э. Атминапа «сатрапом парфиев и гирканов». При этом «Тлеполема, сына Пифофана, одного из „друзей“, он поставил наблюдать за тем, что делается в Парфии и Гиркании».
Однако вскоре по неизвестным причинам Атминап был заменен Фратаферном. Кошеленко Г. А. полагает, что это было связано не с какими-то проступками Атминапа, а «необходимостью противостоять деятельности Барзана, посланного в Парфию в должности сатрапа Бессом».
Дальнейшая судьба Атминапа неизвестна.